# Gabriele Kotsis
Gabriele Kotsis (Viena, 29 de outubro de 1967) é uma cientista da computação austríaca. É professora de ciência da computação da Universidade de Linz. É membro distinto e foi eleita em 2020 presidente da Association for Computing Machinery (ACM).

## Formação
Gabriele Kotsis obteve um mestrado em informática empresarial (1986–1991) na Universidade de Viena, onde completou um doutorado em ciências sociais e econômicas (1992–1995). Em 2000 obteve a habilitação em informática na Universidade de Viena.

### Publicações selecionadas
Suas publicações incluem:
- Al Zubaidi-Polli, Anna M.; Anderst-Kotsis, Gabriele (2018), "Conceptual Design of a hybrid Participatory IT supporting in-situ and ex-situ collaborative text authoring",  iiWAS, ACM, ISBN 978-14503-6479-9, 243–252
- Steinbauer, Matthias; Anderst-Kotsis, Gabriele (2016), "DynamoGraph: extending the Pregel paradigm for large-scale temporal graph processing", in International Journal of Grid and Utility Computing (IJGUC), 7 (2), Inderscience, 141–151, ISSN 1741-847X.
- Bachmayer, Sabine; Lugmayr, Artur; Kotsis, Gabriele (2010), "Convergence of collaborative web approaches and interactive TV program formats", International Journal of Web Information Systems, 6 (1), pp. 74–94. doi:10.1108/17440081011034493
- Kotsis, Gabriele; Khalil-Ibrahim, Ismail (2008), "The Web Goes Mobile: Can We Keep the Pace?", Proceedings CISIS 2008 (The Second Int. Conf. on Complex, Intelligent and Software Intensive Systems, 4–7 March 2008, Barcelona, Spain), IEEE Computer Society, 240–246, ISBN 0-76953109-1
- van der Heijden, Hans; Kotsis, Gabriele; Kronsteiner, Reinhard (July 2005), "Mobile recommendation systems for decision making ‚on the go‘". In International Conference on Mobile Business (ICMB’05) (pp. 137–143). IEEE.[5]
- Ibrahim, Ismail K.; Kronsteiner, Reinhard; Kotsis, Gabriele (2005), "A semantic solution for data integration in mixed sensor networks", Computer Communications, 28 (3), 1564-1574.[6]
- Hlavacs, Helmut; Hotop, Ewald; Kotsis, Gabriele (2000), "Workload Generation in OPNET by User Behaviour Modelling", OPNETWORK 2000, Awarded with the Distinguished Paper Award
- Kotsis, Gabriele; Kacsuk, Peter (2000), "Distributed and Parallel Systems: From Instruction Parallelism to Cluster Computing", DAPSYS2000, Kluwer International Series in Engineering and Computer Science, 567, Kluwer Academic Publishers, ISBN 0-7923-7892-X
- Bullnheimer, Bernd; Kotsis, Gabriele; Strauß, Christine (1998), "Parallelization Strategies for the Ant System", In: De Leone R., Murli A., Pardalos P.M., Toraldo G. (eds) High Performance Algorithms and Software in Nonlinear Optimization. Applied Optimization, 24, Springer, Boston, MA
- Kotsis, Gabriele; Krithivasan, Kamala; Raghavan Serugudi (1997), "Generative Workload Models of Internet Traﬃc", Proceedings of the ICICS Conference, 1, 152–156, Singapore, IEEE[7]
- A. Ferscha, G. Kotsis (1991) Eliminating Routing Overheads in Neural Network Simulation Using Chordal Ring Interconnection Topologies, Proc. of the Neuro-Nimes 91, 4th Int. Conf. on Neural Networks and their Applications, 625–638